# Calliope pectoralis
Calliope pectoralis là một loài chim trong họ Muscicapidae.

## Hình ảnh

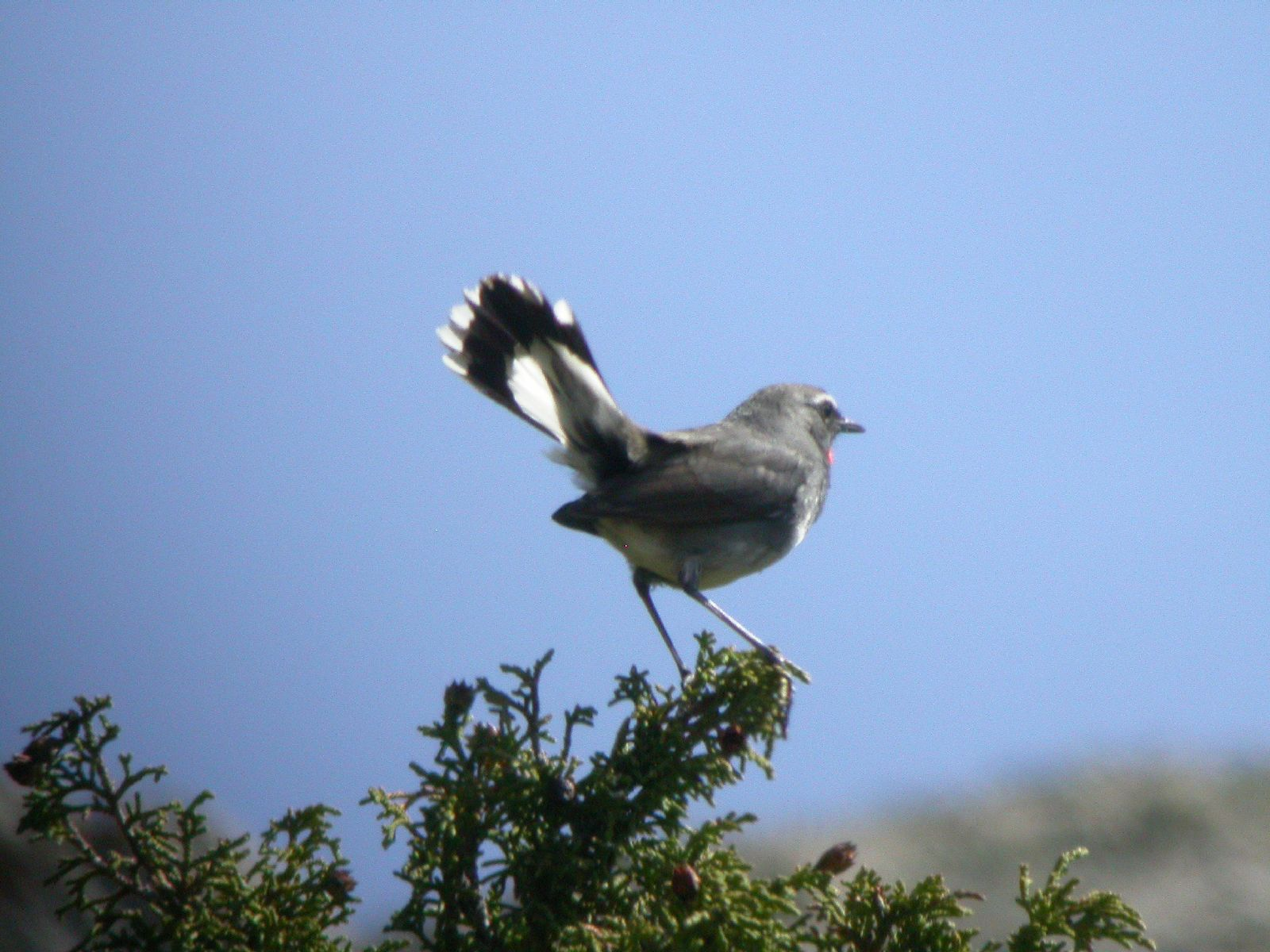
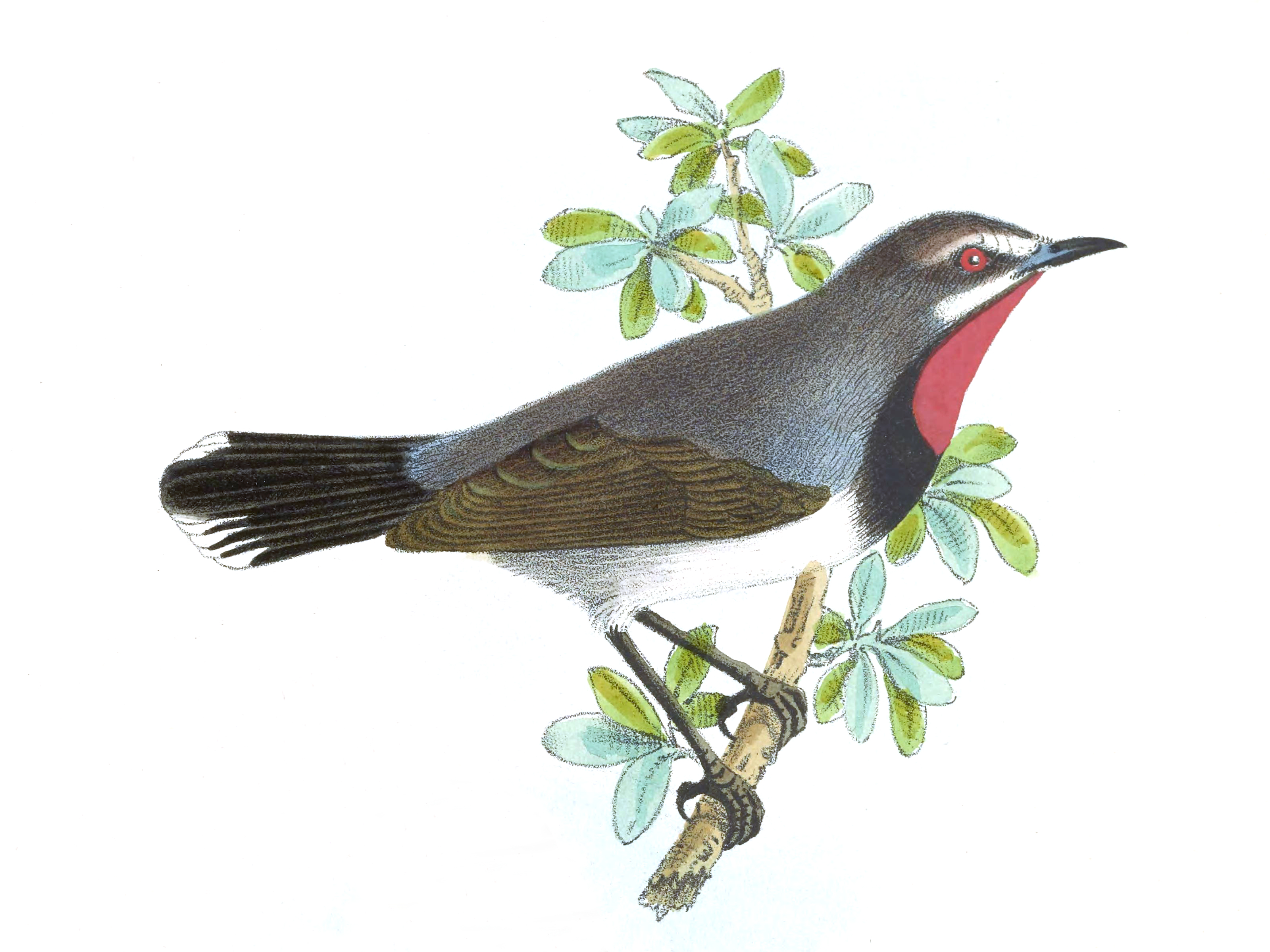